# Linha de massa
A linha de massa é o método político, organizacional e de liderança desenvolvido por Mao Tsé-Tung e pelo Partido Comunista da China (PCC) durante a Revolução Comunista Chinesa. Refere-se à formulação de políticas com base na teoria, implementando-as com base nas condições do mundo real das pessoas, revisando a teoria e as políticas com base na prática real e usando essa teoria revisada como guia para a prática futura. Em termos maoistas, é resumido na frase: "para as massas — das massas — às massas".
Mao a desenvolveu em uma metodologia de organização que abrange filosofia, estratégia, tática, liderança e teoria organizacional, que foi aplicada por muitos comunistas após a Revolução Comunista Chinesa. Os líderes do PCC geralmente atribuem a conquista do poder à busca fiel de táticas efetivas da "linha de massa", e uma linha de massa "correta" é considerada o pré-requisito essencial para a consolidação total do poder.

## História
Em sua concepção original, a linha de massa referia-se tanto a um objetivo ideológico quanto a um método de trabalho baseado em "reunir a sabedoria das massas" (chinês simplificado: 集中群众智慧; chinês tradicional: 集中群眾智慧; pinyin: jízhōng qúnzhòng zhìhuì) a partir do qual a liderança do PCC poderia formular políticas após mais deliberações, ajustes, implementações e experimentações, as quais, por sua vez, continuariam a receber feedback das massas. Primeiro, uma política inicial é formulada com base na análise histórica e na teoria. À medida que é implementada, a política e a teoria subjacente são revisadas de acordo com as condições reais do mundo. Essa teoria revisada se torna, então, o guia para futuras ações corretas. Assim, a linha de massa é um método em que a teoria é refinada pela prática.
Na política maoista, a linha de massa é resumida na frase: "Para as massas — das massas — às massas". A linha de massas é caracterizada pelo PCC ouvir as ideias dispersas do povo, transformá-las em ideias sistêmicas e devolvê-las ao povo como um guia para a ação. O processo de "reunir a sabedoria das massas" por meio da solicitação e agregação de pontos de vista e do ajuste e teste de decisões se repete em um "espiral sem fim".
A linha de massa é baseada em considerações pragmáticas, bem como em crenças chinesas atuais e históricas sobre a importância de governantes sábios lerem sinais de descontentamento popular para evitar calamidades sociais. De acordo com a acadêmica Lin Chun, a concepção de Mao da linha de massa refletia sua fé no povo, bem como uma teoria da "história vista de baixo".
Depois de reconhecer que um grande número de quadros adequadamente treinados em táticas de linha de massa eram extremamente necessários para a construção de uma "ordem socialista completa" pelo PCC, o PCC intensificou seu programa de treinamento de quadros em 1950–1951 para garantir que todos os quadros e outros trabalhadores seriam "cuidadosamente doutrinados na teoria e prática básica da linha de massa marxista-leninista".
O treinamento em táticas de linha de massa varia desde a propaganda até a administração pública, de acordo com o professor da UCLA, Arthur Steiner. Seu foco principal, no entanto, está na "área delicada" das relações do PCC com as massas de chineses que ainda não aderiram ao programa comunista. No início da década de 1950, o problema era suficientemente sério e urgente para que a liderança do PCC adiasse temporariamente várias reformas sociais importantes até a conclusão do programa de treinamento de quadros.
Steiner escreve que Mao alcançou a preeminência no PCC porque ele entendia os requisitos para efetuar a organização mais forte possível das massas chinesas em circunstâncias políticas instáveis. Desde os dias de suas primeiras atividades entre os camponeses da província de Hunão, Mao pregou que o PCC deve confiar nas massas para obter sua força, deve atender às suas necessidades, "buscar inspiração" nelas e orientar sua ideologia política e táticas organizacionais à sua capacidade de resposta.
Mao criticou Josef Stalin por falta de fé nos camponeses e nas massas populares, por ser mecânico em sua compreensão do desenvolvimento do socialismo e não engajando ativamente as massas na luta pelo socialismo. Em relação a Stalin, Mao escreveu em 1961: "'A política em comando' e a 'linha de massa' não são enfatizadas. Não há discussão sobre 'andar sobre duas pernas', e o interesse material individual é enfatizado unilateralmente. Incentivos materiais são proclamados e o individualismo é muito proeminente. A Linha de Massa é um método de liderança que busca ostensivamente "aprender com os camponeses".

## Ressurgimento no século XXI
Uma das características distintivas da liderança nacional do Secretário-Geral do Partido Comunista da China, Xi Jinping, tem sido o renascimento da linha de massa na teoria e na prática do PCC. Em 2014, esse ressurgimento ainda estava em andamento e, de acordo com o Diário do Povo, "não é um movimento de curto prazo". Um novo site oficial foi lançado com foco na linha de massa.
Em suas próprias palavras, Xi descreveu a campanha em termos de "purificação" do Partido Comunista da China, muitas vezes envolvendo a eliminação do "hedonismo e da extravagância", embora a purificação implícita às vezes seja estendida metaforicamente a questões como "reduzir a poluição do ar".
Como parte desta campanha, Xi Jinping declarou que "todos órgãos e membros do Partido devem ser frugais e fazer esforços determinados para se opor à ostentação e rejeitar o hedonismo", embora a interpretação do que isso significa pareça ter variado um pouco de uma província para outra. Segundo relatos, a província de Hebei reduziu os gastos públicos em recepções oficiais em 24%, cancelou o pedido de 17.000 novos carros e puniu 2.750 funcionários do governo. O The Economist relatou dois exemplos específicos de punições sob a nova linha de massa: a pena de morte suspensa por corrupção dada a Liu Zhijun e a acusação do filho de 17 anos de um oficial militar de alta patente por uma suposta conexão em um estupro coletivo. Talvez cerca de 20 000 funcionários do partido tenham sido punidos no primeiro ano da campanha de revitalização.
Alguns especialistas sobre a China argumentam que: "Se implementada não como uma ferramenta de propaganda, mas como um mecanismo de articulação e agregação de interesses, a linha de massa tem o potencial de oferecer à China rotas alternativas de democratização".

## Conexão com propaganda
De acordo com Steiner, a linha de massa está intimamente relacionada ao aparato de propaganda do PCC. Apesar da vasta produção do aparato de propaganda do PCC, em janeiro de 1951, o Comitê Central publicou uma diretriz condenando como "principal fraqueza da propaganda do Partido" a falha em fornecer efetivamente "orientação sistemática e controle dos vários níveis das organizações do partido".
A diretriz dizia que "um dos deveres inatos de um comunista reside no esforço incessante de fazer propaganda entre o povo de modo a educá-lo, travar uma guerra implacável contra todas as concepções e princípios reacionários e errôneos e promover, bem como elevar a consciência política das massas".
A diretriz pedia o estabelecimento de redes de "oficiais de propaganda" — um em cada núcleo do partido — e "relatores" em níveis superiores. A atividade de propaganda deveria ser realizada entre as massas sob controle rigoroso e em "programas de atividade fixos". Entre outras funções, os oficiais de propaganda deveriam manter "contato público constante" para que pudessem "auxiliar o Partido na escolha do material de propaganda e métodos apropriados para diferentes períodos de tempo".
As diretivas anteriores relacionavam a necessidade de aumentar a consciência da linha de massa com críticas e autocríticas na imprensa. Os membros do PCC deveriam "ser treinados para apreciar que a crítica e a autocrítica em jornais e periódicos são métodos necessários para fortalecer as relações entre o Partido e as massas populares".

## Organizações de massa
Durante a era maoista, o Estado apoiou uma série de organizações de massa, coordenadas pelo PCC por meio de seu sistema de frente unida. A mais significativa das organizações de massa englobava um grande número de pessoas de grandes grupos sociais, incluindo trabalhadores através de sindicatos, estudantes, jovens e mulheres. Seu objetivo era "penetrar na sociedade, trazer vastas seções da população para a rede do partido", escreve Frederick Teiwes. O esforço foi enviesado, no entanto, e a cobertura foi muito mais extensa nas áreas urbanas, com associações camponesas existindo apenas esporadicamente.

## Influência fora do Partido Comunista da China
O maior autoproclamado partido maoista dos Estados Unidos, o Partido Comunista Revolucionário, adotou o conceito de "linha de massa" durante a década de 1970.